# Concepcion (Misamis occidental)
Pour les articles homonymes, voir Concepcion.
Concepcion est une localité de la province du Misamis occidental, aux Philippines. En 2015, elle compte 10 937 habitants.